# Elskamp Brothers
The Elskamp Brothers was een muziekformatie, gevormd door Carel Elskamp met zijn broers Wim en Henk, die vooral in Duitsland (Nazi-Duitsland en de DDR) bekend waren.
Carel Elskamp begon al in het begin van de bezettingstijd met zijn groep. De muziek die ze maakten viel in goede aarde bij de bezetters, en in 1942 werd ze aangeboden om voor soldaten te gaan spelen in het kader van het KdF-soldatenvermaak. Dit deden ze, en speelden in die hoedanigheid overal waar Duitse soldaten in die jaren actief waren. Tegen het einde van de oorlog bleven de broers in Berlijn, waar ze in het Haus des Rundfunks capituleerden. Na afloop van de oorlog bleven ze tot 1948 in Berlijn hangen, en boekten daar nog immer successen, begeleid door alle grote Berlijnse orkesten uit die dagen, en kwamen ze ook onder contract te staan bij twee Duitse labels: Odeon voor de Westelijke markt, en Amiga voor Oost-Duitsland. Met de Blokkade van Berlijn werd het werken in Duitsland toch te zwaar bevonden, en vertrokken de broers weer naar Nederland, alwaar eigenlijk het trio op hield te bestaan. Carel heeft het enkele jaren daarna alsnog in Duitsland, en dan vooral in de DDR, nog geprobeerd, maar na 1959 is er niets meer van muzikale activiteiten te bespeuren.